# Libá
Libá là một làng thuộc huyện Cheb, vùng Karlovarský, Cộng hòa Séc.